# Aleksander Miśta
Aleksander Miśta (* 7. Januar 1983 in Myszków) ist ein polnischer Schachspieler.

## Leben
Miśta studierte Physik an der Technischen Universität Danzig.

## Schach

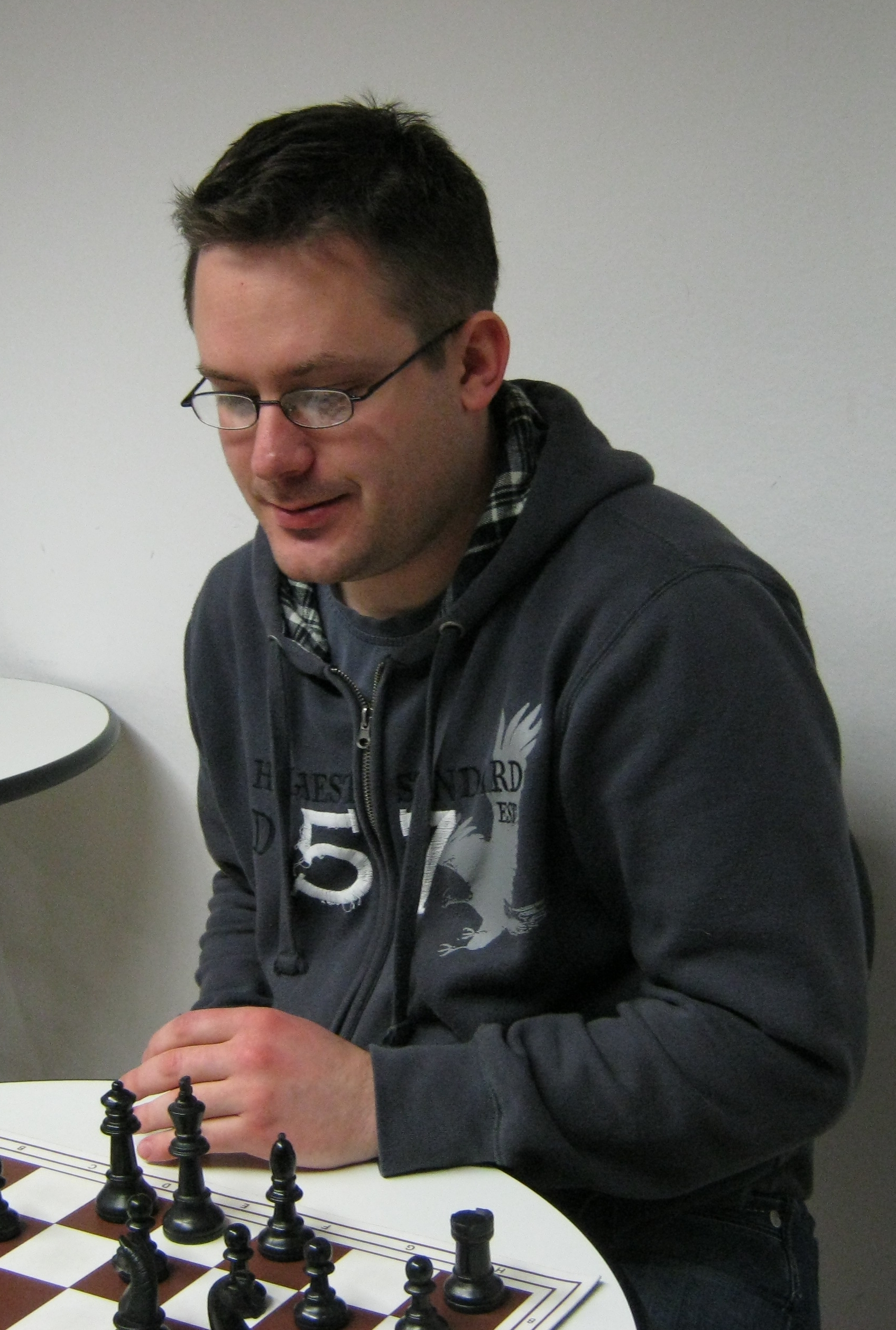
Aleksander Miśta, 2011

Er belegte bei vielen polnischen Jugendmeisterschaften die vorderen Ränge. So wurde er Erster 1991 bei der U10-Meisterschaft in Wisła, 2000 bei der U18-Meisterschaft in Wisła und 2001 bei der U18-Meisterschaft in Zakopane. Zweiter wurde er 2000 bei der U20-Meisterschaft im südpolnischen Trzebinia und 2003 bei der U20-Meisterschaft in Jarnołtówek bei Opole. Den dritten Platz belegte er 1993 bei der U10-Meisterschaft in Grudziądz, 1999 bei der U16-Meisterschaft in Nowa Ruda, 2001 bei der U20-Meisterschaft in Brzeg Dolny und 2002 bei der U20-Meisterschaft in Trzebinia.
Im Juli 2002 gewann er das 11. Internationale Festival in Posen, im August 2003 das 7. Internationale U 18-Open in Avilés. Im Juli 2004 gewann er das GM-Turnier in Brünn, im August 2004 das Internationale Turnier in Ostróda, im Juli 2006 das Tespo Engineering-Turnier in Brünn, im August 2006 das Warmia-Mazury Festival in Ostróda, welches er auch im August 2007 gewinnen konnte. Im Juli 2008 konnte er erneut das GM-Turnier in Brünn gewinnen.

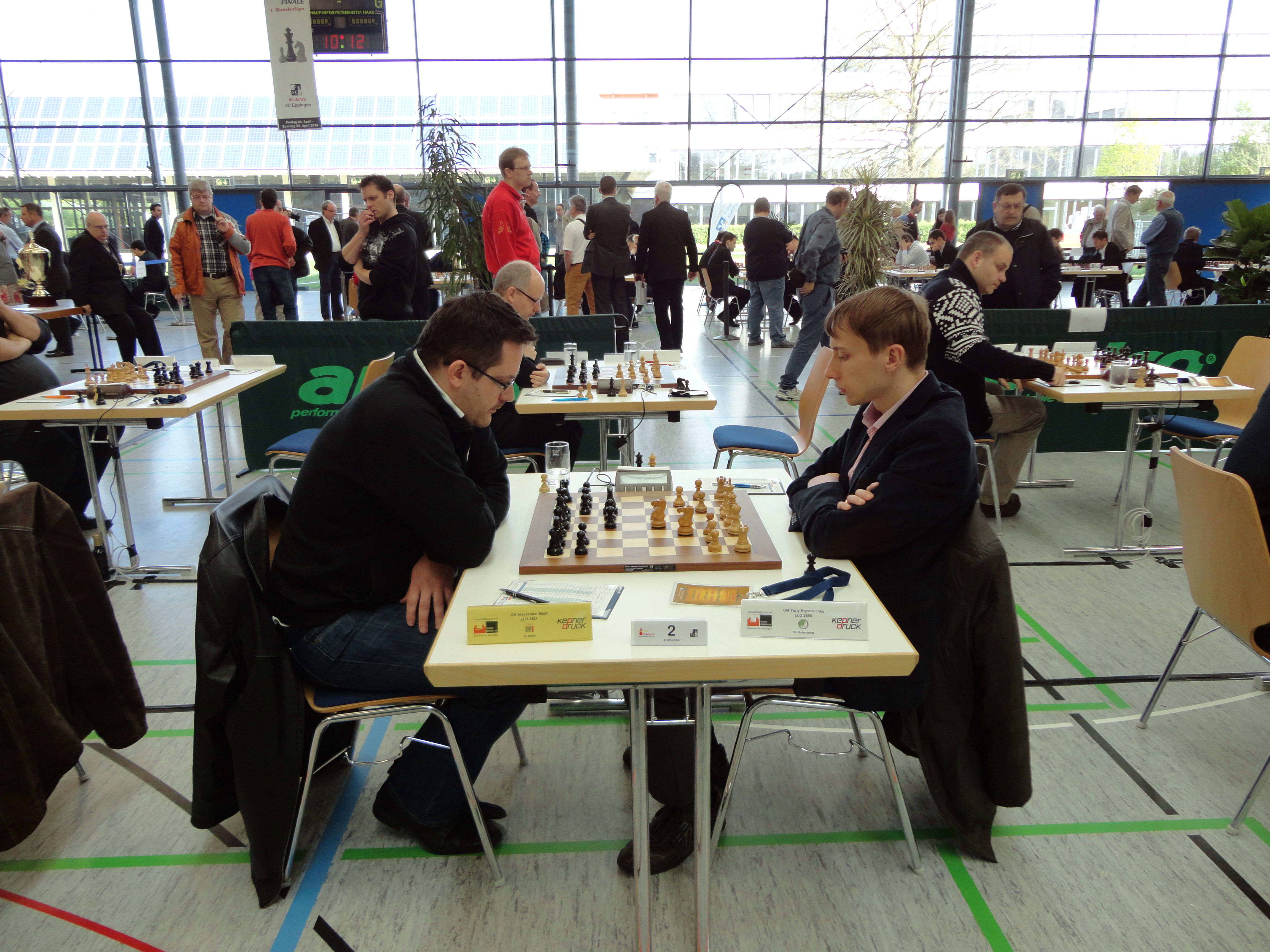
Aleksander Miśta und Jurij Kryworutschko, Finale der Schachbundesliga 2014 in Eppingen

In Deutschland spielte er in den Saisons 2007/08 und 2008/09 am ersten Brett des Vereines SV Griesheim in der 2. Bundesliga West, 2009/10 und 2011/12 in der 2. Bundesliga Süd und 2010/11 in der 1. Bundesliga. In der Saison 2012/13 spielte er für den SV Wiesbaden in der Schachbundesliga, von der Saison 2013/14 bis zur Saison 2017/18 für die Schachfreunde Berlin. In der polnischen Ekstraliga spielte er 2012 und 2013 für Ostródzianka Ostróda, 2015 für UKS Rotmistrz Grudziądz, 2016 und 2017 für KSz MIEDŹ Legnica und ab 2019 für Wieża Pęgów. In der tschechischen Extraliga spielte er bis 2011 für TŽ Třinec am ersten Brett, seit 2011 für Slavoj Ostrava-Poruba und in Serbien am Spitzenbrett von Jelica Goracici. In der französischen Top 12 spielte er von 2010 bis 2012 für Echiquier Guingampais, seit 2014 tritt er für Echecs Montpellier an.
Seit 2004 trägt er den Titel Schachgroßmeister. Die Normen hierfür erzielte er 2003 bei Turnieren in Polen und Tschechien. Seit 2015 trägt er als Veranstalter von Schachturnieren dazu den FIDE-Titel Associate Organizer.

## Schachkomposition
Aleksander Miśta ist Mitglied der polnischen Nationalmannschaft im Lösen von Schachaufgaben. Im Lösen von Schachaufgaben trägt er seit 2015 den Titel Großmeister für Schachkomposition der World Federation for Chess Composition. Seine Elo-Zahl im Lösen beträgt 2518 (Stand: 1. Juli 2012). Er liegt damit auf dem 30. Platz der Weltrangliste. Seine bisher höchste war 2519.